# Castelo Hailes

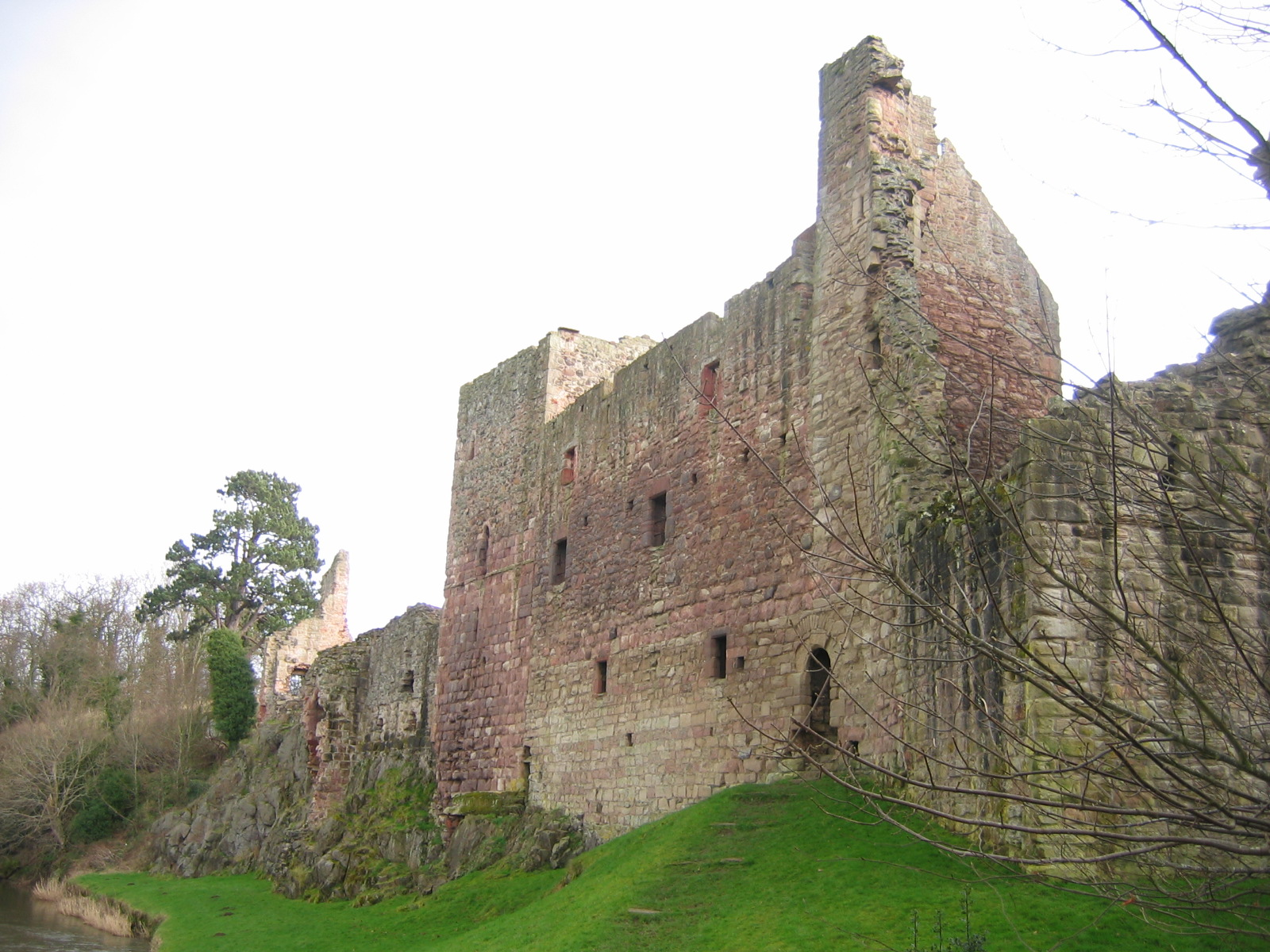
Castelo Hailes, Escócia.

O Castelo Hailes (em inglês:  Hailes Castle) é um castelo do século XIII atualmente em ruínas localizado em Prestonkirk, East Lothian, Escócia.
Foi possivelmente construído por Earl de Dunbar e March.
Encontra-se classificada na categoria "A" do "listed building" desde 5 de fevereiro de 1971.